# کایداچ
کایداچ (به مجاری:  Kajdacs) یک شهرداری در مجارستان است که در ناحیه پاکش واقع شده‌است. کایداچ ۳۷٫۷۳ کیلومتر مربع مساحت و ۱٬۳۳۸ نفر جمعیت دارد.